# Римско-парфянская война (58—63)
Римско-парфянская война или Война за армянское наследство — война 58—63 годов между Римской империей и Парфянским царством за контроль над Арменией, бывшей буферным государством между этими двумя империями. Со времён правления римского императора Августа Армения фактически была клиентским государством Рима, однако в 52—53 годах парфянам удалось утвердить на престоле своего ставленника, Трдата I.
Эти события совпали с восхождением на римский императорский престол Нерона, и молодой император решил энергично отреагировать на них. Война, которая стала единственной крупной «зарубежной» кампанией в период его правления, началась с быстрого успеха римских войск во главе с талантливым военачальником Гнеем Домицием Корбулоном. Им удалось разбить силы, лояльные Трдату, возвести на армянский престол римского ставленника, Тиграна VI, после чего они покинули страну. Успеху римлян способствовало в том числе то, что парфянский царь Вологез I был занят подавлением нескольких восстаний в самой Парфии. Однако как только эти восстания были подавлены, парфяне получили возможность обратить свое внимание на Армению.  Через пару лет безрезультатных столкновений они смогли нанести римлянам тяжёлое поражение в битве при Рандее.
Борьба римлян и парфян за Армению вскоре после этого зашла в своего рода тупик, когда ни одной из сторон не удавалось одержать победу. После этого две державы пришли к формальному компромиссу: отныне армянский престол занимали парфянские князья из династии Аршакуни, но их кандидатуры должны были утверждаться римскими императорами. Этот конфликт стал первым прямым столкновением между Парфией и Римом с момента разгрома Марка Лициния Красса в битве при Каррах и похода Марка Антония, состоявшихся более 100 лет назад, и был первым из множества войн между Римом и иранскими правителями (Парфией, затем державой Сасанидов) за контроль над Арменией.